# Cose dell'altro mondo (serie televisiva)
Cose dell'altro mondo (Out of This World) è una serie televisiva statunitense per ragazzi che vede come protagonista un'adolescente di padre alieno e di madre terrestre, che possiede dei superpoteri. Negli Stati Uniti d'America, la prima puntata è andata in onda nel mese di settembre del 1987, per terminare il 25 maggio 1991. Fu trasmessa nel Regno Unito sulla rete ITV il 9 aprile 1990, solitamente alle 10 del mattino dei giorni festivi. In Italia la serie viene trasmessa da Rai1 a partire dal 1º ottobre 1990 alle 18.05.

## Trama
La serie ha come protagonista Evie Ethel Garland, una ragazza che vive a Marlowe, in California, che il giorno del suo 13º compleanno scopre che suo padre non è un agente segreto, come sua madre le aveva sempre detto.
In realtà, il padre è un extraterrestre di nome Troy, originario del pianeta Antareus, che ha sposato sua madre, matrimonio dal quale è nata Evie. Il fatto di essere semi-aliena permette a Evie di avere poteri soprannaturali, che possono essere incrementati o diminuiti a distanza da suo padre. Gran parte degli episodi parlano di quando Evie non usa bene i suoi poteri e causa dei guai, il resto parla di quando cerca di risolverli. Nel cast, come personaggi secondari, ci sono lo zio di Evie, Beano Froelich, il suo ragazzo Chris Fuller e l'ex attore Kyle Applegate, ora sindaco del paese.
La sigla del telefilm è una versione adattata della canzone "Swinging on a Star" di Bing Crosby, melodia di successo negli anni quaranta.

## Personaggi
- Evie Ethel Garland, interpretata da Maureen Flannigan, doppiata da Maura Cenciarelli.
Evie è una ragazza metà umana e metà aliena che vive con la madre a Marlowe in California in una casa sul mare. È figlia unica e la madre le aveva sempre detto che il padre era un agente segreto, ma il giorno del suo 13º compleanno Evie comincia a sviluppare poteri sovrumani e le viene rivelato che il padre è in realtà un extraterrestre del pianeta Antareus. Evie frequenta una scuola per ragazzi dotati (gestita dalla madre) e ottiene ottimi voti. Il padre la descrive come "la figlia perfetta: amorevole e con le stesse necessità degli altri teenager". La serie segue la vita di Evie attraverso l'adolescenza, dal suo 13º compleanno del primo episodio al suo 18º compleanno dell'episodio finale.
- Donna Garland, interpretata da Donna Pescow, doppiata da Cristina Piras.
È la madre di Evie. Descritta dal marito come "un'ambiziosa madre lavoratrice in carriera", Donna gestisce una scuola per ragazzi particolarmente dotati (che Evie frequenta). Verso la fine della terza stagione, Donna diventa il sindaco di Marlowe. Donna è molto protettiva nei confronti della figlia, spesso con il suo disappunto in quanto vorrebbe essere maggiormente indipendente. Donna e lo zio di Evie (Beano) e più tardi lo zio Mick, sono gli unici personaggi principali che conoscono il segreto di Evie.
- Troy Garland (voce), interpretato da Burt Reynolds.
È il padre di Evie. Troy è un extra-terrestre (proveniente dal pianeta Antareus) con sembianze umane e dotato di diversi superpoteri. Troy incontra la moglie Donna quando la sua navicella spaziale si frantumò da qualche parte sulla Terra nel periodo tra la fine degli anni sessanta e gli inizi degli anni settanta. I due, dopo essersi innamorati, si sposarono nel 1971 e 2 anni più tardi Donna partorì Evie. Subito dopo, nel 1974 Troy fu richiamato ad Antareus a causa della guerra: da allora, Troy visita occasionalmente la Terra e rimane in contatto con sua figlia grazie a uno speciale dispositivo conosciuto come "il cubo" (vedi sotto). I poteri di Troy sembrano quasi illimitati: benché viva su Antareus, è in grado di controllare diverse cose sulla Terra (dai computer al meteo), riesce a dare e a togliere i poteri a Evie e sembra inoltre essere a conoscenza di certi eventi sulla Terra. Mentre il nome di Troy appare sempre nei titoli di testa (come "se stesso") dello show, raramente appare materialmente sullo schermo e, quando questo avviene, la sua faccia è oscurata da una maschera o da un'ombra.
- Beano Froelich, interpretato da Joe Alaskey, doppiato da Renato Cecchetto.
È il fratello di Donna e lo zio di Evie: vive di fianco a loro. Beano ha sempre un forte appetito e gestisce la "Clinica dimagrante da Beano". Beano è uno dei tre personaggi ricorrenti della sitcom che conosce il segreto di Evie, oltre a Donna ed Evie stessa.
- Kyle Applegate, interpretato da Doug McClure, doppiato da Norman Mozzato.
È un famoso attore televisivo, diventato poi il sindaco di Marlowe. Kyle è un amico della famiglia di Evie, ma "il sindaco" li punisce anche per la più piccola sciocchezza. Oltre a essere egocentrico e inano, Kyle è molto ingenuo, in quanto non si accorge dei poteri di Evie. Verso la fine della terza stagione, Kyle è nominato capo della polizia da Donna, che prende il suo posto di sindaco.
- Lindsay Selkirk, interpretata da Christina Nigra, doppiata da Manuela Cenciarelli.
È la migliore amica di Evie. Evie e Lindsay passano diverso tempo insieme bevendo frullati al loro locale preferito, il "Goodie Goodie".
- Chris Fuller, interpretato da Steve Burton.
È un surfista e studente della scuola superiore, per poi passare più tardi al College di Marlowe. Chris era originariamente il ragazzo di Evie, ma nell'ultima serie diventa il ragazzo di Lindsay.
- Mick, interpretato da Tom Nolan.
È l'altro fratello di Donna e quindi zio di Evie: il personaggio (una musicista rock) viene introdotto nella quarta stagione per rimpiazzare zio Beano.
- Buzz, interpretato da Buzz Belmondo.
Gestisce la clinica dimagrante per Beano. Spesso fa solo brevi apparizioni negli episodi, facendo solo scherzi o giochi di parole (spesso relativi al suo modo di vestire) senza una vera e propria interazione con gli altri personaggi.

## I poteri di Evie
- Il principale potere di Evie è la possibilità di "congelare il tempo" per tutti i terrestri (che continua a scorrere solo per lei e suo padre) unendo gli indici, periodo durante il quale può modificare il corso degli eventi sulla Terra. Il tempo torna a scorrere con un battito di mani: può anche "scongelare" qualunque persona mentre il tempo è fermo, semplicemente toccandola. Nella sigla iniziale, Evie apre una porta, che sbattendo fa cadere una latta di vernice dalla scala e lei blocca la caduta a mezz'aria unendo le dita.
- Evie guadagna più tardi il potere denominato gleep, che le permette di produrre oggetti solo con la forza del pensiero: vi sono però alcune restrizioni all'uso di questo potere, come l'impossibilità di creare marchingegni complicati, mentre l'abuso le comporta il blocco temporaneo delle altre funzionalità.
- Come conseguenza del suo DNA alieno, la faccia di Evie cambia colore in funzione del suo umore. La trepidazione le fa diventare la faccia verde, la noia arancione e la nausea le causa una serie di pois che appaiono sulla sua fronte. Questa caratteristica le causa particolari problemi nell'episodio "Le tre facce di Evie".
- Evie si può istantaneamente teletrasportare da un posto all'altro schioccando le dita.
- Nell'episodio "La fantastica Evie", scopre la sua abilità d'incantare gli animali: sorprende la madre facendo abbaiare a tutti i cani del vicinato la canzone I Wanna Dance with Somebody mentre marciano in cerchio intorno alla piscina.
- Evie può sopportare temperature fino a 2.000 gradi Celsius come dimostrato nell'episodio "Evie compie 18 anni" in cui Peter attacca Evie con un lanciafiamme alla sua festa di compleanno.
- In un episodio ambientato intorno al 16º compleanno di Evie, il padre le dà la possibilità di scegliere come regalo altri superpoteri. Ognuno però si dimostra essere troppo oneroso, come "guardare negli occhi delle persone e dire loro di fare qualcosa mentre pensi la parola 'obbedire' e loro la fanno"; alla fine, Evie sceglie il potere di "allacciarsi sempre le scarpe al primo tentativo e in maniera perfetta".

## Il Cubo
Evie riesce a comunicare con il padre Troy attraverso a uno speciale dispositivo chiamato "cubo" che le viene dato proprio dal padre una volta diventata tredicenne. Il cubo funziona proprio come una linea telefonica tra la Terra e Antareus e può essere utilizzato anche come segreteria telefonica per lasciare dei messaggi a Troy, come visto nell'episodio "La mia piccola Evie". Non ci sono tasti di controllo sul cubo: Evie semplicemente chiama il padre e il cubo si attiva quando lui risponde per disattivarsi nuovamente quando si riaggancia. A volte, quando Troy usa i suoi poteri mentre parla con il cubo, un raggio di luce lo attraversa.
Evie e Donna di solito tengono il cubo in casa, al lontano da sguardi indiscreti (spesso nella cameretta di Evie) dicendo a chi lo nota che è un ornamento oppure un orologio parlante. Quando si attiva, il cubo si apre a metà su di un cardine e una luce di color magenta pulsa al suo interno ed emette un suono "spaziale". Solitamente, anche se non sempre, la luce nella stanza si affievolisce e la voce di Troy si sente chiaramente (anche se con riverbero) attraverso il cubo.
Originalmente il cubo sembrava essere ben più che un dispositivo telepatico dal momento che nessun altro se non Evie (e gli spettatori) possono sentire la voce di Troy, così come Troy non può sentire nessun altro se non Evie. Tuttavia, queste regole sono state poi cambiate all'inizio della seconda stagione, in cui tutti possono ascoltare ed essere sentiti da Troy.

## Antareus e riferimenti ad altri drammi spaziali
Sebbene sia raramente vista nelle scene del telefilm, il pianeta di Troy, Antareus, è mostrato in diverse scene dei titoli di testa. Queste scene riportano diversi elementi dalla versione degli anni '70 della serie TV Buck Rogers nel venticinquesimo secolo. Le due navicelle volanti all'inizio dell'introduzione sono due Terran starfighter, con cui Buck e la sua partner (Wilma Deering) sono soliti volare. La città aliena di Antareus è realmente una città sulla Terra. Uno degli edifici è stata la Sede della Difesa, dove Buck e Wilma hanno ottenuto loro incarichi dal Dr. Huer; un altro edificio era, presumibilmente, l'appartamento di Buck. I comandanti di Antareus, tuttavia, indossavano vestiti simili a Time Lord della serie televisiva Doctor Who.
Nel primo episodio della terza stagione ("La dolce Evie è sedicenne") è presente un'introduzione che fa da parodia al film Guerre stellari: è presente lo stile familiare del testo scorrevole verso lo spazio, con musiche drammatiche simulando le parole della famosa saga iniziando con: "Su un pianeta chiamato Antareus in una galassia molto lontana in un tempo non troppo lontano da noi. La scorsa settimana..."
Steve Burton, che ha interpretato Chris, è diventato famoso nel 2002 con la miniserie Taken, che ruotava intorno a una ragazza il cui bisnonno era un alieno. La ragazza ha alcuni superpoteri simili a quelli di Evie, come ad esempio la capacità di fermare il tempo.

## Produzione
- Il ruolo di Evie era stato originariamente dato a Christina Nigra, ma per un cambiamento all'ultimo momento, i produttori ingaggiano Maureen Flannigan e creano appositamente per Christina un nuovo personaggio, Lindsay.
- Durante la seconda stagione, l'attrice Donna Pescow rimase incinta. Dal momento che non poteva essere spiegato come il suo personaggio possa essere rimasta incinta mentre suo marito era via in guerra, Pescow ha girato le scene utilizzando solo posizioni che potessero nascondere la sua gravidanza.
- La canzone principale Swinging on a star è una versione adattata dell'omonima e famosa hit di Bing Crosby dell'estate del 1944. Il testo originale è un messaggio morale circa l'auto-miglioramento e la realizzazione nella vita, mentre l'alternativa (una vita di non-raggiungimento) è raffigurato su animali. Nel testo modificato, tuttavia, l'animale è rimpiazzato con "un terrestre (an earthling)" e la canzone confronta quindi la vita umana sulla Terra con la vita aliena nello spazio, rappresentando quindi i due aspetti della vita di Evie.

## Episodi
| Stagione         | Episodi | Prima TV USA | Prima TV Italia |
| ---------------- | ------- | ------------ | --------------- |
| Prima stagione   | 24      | 1987-1988    | 1990            |
| Seconda stagione | 24      | 1988-1989    | 1990            |
| Terza stagione   | 24      | 1989-1990    |                 |
| Quarta stagione  | 24      | 1990-1991    |                 |

## Apparizioni di ospiti celebri
Nella serie televisiva appaiono diverse celebrità che offrono camei nello show, interpretando spesso loro stessi.
- L'attore Norman Fell (interpreta lo psichiatra di Evie, dott. Hauser nell'episodio "L'incubo" del 1987). È l'unica persona al di fuori della famiglia di Evie che conosce il suo segreto.
- L'attore Tom Bosley (interpreta il padre di Troy nell'episodio "Indovina chi sta arrivando sulla Terra" del 1988).
- L'attore Jamie Farr (episodio "Vai ad ovest, giovane sindaco" del 1988).
- Il giocatore di football americano nella NFL Lyle Alzado (episodio "Arrivederci, Mr. Chris" del 1990).
- L'attore Mr. T (episodio "Un nuovo ragazzo nell'isolato" del 1990).
- Il presentatore di giochi Bob Barker (episodio "Il tocco magico di Evie" del 1990).
- La cantante e attrice Susan Anton (episodio "I migliori amici" del 1990).
- La cantante pop Tiffany (episodio "Voglio la mia TV di Evie" del 1990).
- La band britannica Fine Young Cannibals.
- L'attore Scott Baio, anche regista di alcuni episodi (episodio "Principessa Evie" del 1988).